# Boštjan Žitnik
Boštjan Žitnik, slovenski kanuist na divjih vodah, * 31. marec 1971, Ljubljana.
Žitnik je za Slovenijo nastopil na Poletnih olimpijskih igrah 1992 v Barceloni, kjer je v slalomu osvojil 10. mesto. Tudi njegov oče Franc Žitnik je bil kanuist.